# Лепельский районный краеведческий музей
Лепельский районный краеведческий музей (бел. Лепельскі раённы краязнаўчы музей) — расположен в городе Лепель Витебской области Республики Беларусь. В 2016 году музей посетили 6,1 тыс. человек.

## История создания
Лепельский районный краеведческий музей создан решением Совета Министров БССР от 04.11.1953 г. № 1283. Он начал работать с декабря 1954 года в здании бывшей Березинской водной системы. В 1959 г. музею передали здание, расположенное на перекрестке улиц Калинина (Мопровской) и М. Горького. В 2006 г., решением Лепельского райисполкома музею, было передано здание бывшего виноочистного склада (памятник архитектуры к. XIX в.). В настоящее время там проходит реконструкция.

## Экспозиция
Экспозиция музея отражает основные этапы истории Лепельского края начиная с глубокой древности и до современности. В экспозиции представлены: археологическое наследие Лепельского края, этнографические особенности региона. В музее имеется 6 залов: «Природы», «Исторического прошлого», «Истории 20-30гг. XX века», «Великой Отечественной войны», «Победы», «Культурного строительства». Площадь экспозиции составляет 237 м.кв. При музее имеется выставочный зал, где периодически проходят новые выставки.

## Коллекции
На 01.01.2013 г. в музее хранится 19355 предмета основного фонда и 10031 предмет научно-вспомогательных фонда. Они распределены по 8 коллекциям: фотографии, документы, нумизматика, негативы, искусство декоративно-прикладное, вещи, естественноисторические памятники, оружие). Уникальными экспонатами являются: клад западноевропейских монет XVI-XVII веков, каменная печать ордена францисканцев, шляхетский сигнет, дуда (волынка) сер.XIX века, дореволюционные открытки с видами Лепеля.

## Научно-исследовательская работа
Коллектив музея работает по следующей тематике: 
- история и культура Лепельского района;
- этнография края; знаменитые земляки, литературные традиции.

В 1995 1996 годах сотрудниками музея были проведены две историко-краеведческие экспозиции по Березинской водной системе. С 2004 году проводится научно — практическая конференция «Лепельские чтения». По её результатам издается сборник докладов. Издано уже 5 сборников.

## Просветительская деятельность
Проводятся обзорные и тематические экскурсии, музейно-педагогические занятия, исторические игры, исторические вечера. Раз в два года проходит выставка работ художников «Фарбы Лепельщины». Для молодожёнов, которые желают заключить брак, проводится основанное на народных традициях, мероприятие «Свадьба в музее». Большой интерес вызывает «Ночь музеев».

## Издательское дело
Сотрудниками музея изданы следующие книги: «Паданні Лепельшчыны», «Березинская водная система», набор открыток «Лепель на старых паштоўках», буклет «Лепельский районный краеведческий музей», «Нарысы гісторыі Лепельшчыны».

## Руководители
С 1954 по 1957 гг. директорами работали: Семен Титович Камеко, И. С. Цырлин, Николай Федорович Буренин, с 1957 по 1967 гг. — Нина Фадеевна Шипуля, с1967 г. по 1975 г. — Зинаида Ивановна Жерносек, с 1975 по 1977 гг. — Евгения Борисовна Симакова, с1978 по 1980 гг. — Елена Иосифовна Лешок, с 1980 по 1982 гг. — Анатолий Семенович Хоняк, с 1982 г. по 2001 г. Ольга Яковлевна Хаткевич (Ланикина), с 2001 г. и по н.в. Алина Владимировна Стельмах.